# David McCallum
David Keith McCallum, Jr. (Maryhill, Escòcia, 19 de setembre de 1933, Nova York, EUA, 25 de setembre de 2023) va ser un actor i músic escocès-estatunidenc. Va guanyar fama internacional per la seva interpretació, durant la dècada de 1960, de l'agent secret Illya Kuryakin a la sèrie de televisió The Man from U.N.C.L.E..
Amb 18 anys va deixar l'escola i va ser conscrit, quedant destinat al 3r batalló del Regiment de Middlesex, aleshores part de la Royal West African Frontier Force. El març de 1954 va ascendir a tinent.